# Coccoloba brasiliensis
Coccoloba brasiliensis là một loài thực vật có hoa trong họ Rau răm. Loài này được Nees & Mart. mô tả khoa học đầu tiên năm 1823.